# フリーカンパニー
フリーカンパニー（Free company、もしくはgreat company）とは、中世後期における多くの政府から「独立運営していた」傭兵団の事である。彼らは国家から打診がないときは、定期的に略奪を行い生計を立てていた。フランスでは軍の高度に構築された法律の外側で動く「routiers」と「écorcheurs」であった。
「フリーカンパニー」という用語は、百年戦争中の「ブレティニーの和約」後にフランスで活躍していた兵士達による傭兵団に使われることが多いが、それ以外にもイタリア、神聖ローマ帝国内などで活躍していた多くの傭兵団（コンドッティエーレ）や、カタルーニャ傭兵団などもフリーカンパニーである。もっとも有名なフリーカンパニーは、14世紀後半に活躍したジョン・ホークウッドの白衣団（White Company）である。
14世紀後半、フィレンツェ共和国のライバルであったシエーナ共和国が衰退した原因として疫病や飢饉と共に、シエーナが雇っていたフリーカンパニーがたびたび指摘されている。シエーナが1342年から1399年の間に支払った額は291,379フローリン金貨とされている。